# Valle de Valdesampedro
El valle de Valdesampedro es un valle situado en el concejo de Teverga, en Asturias, por el que discurre el río Valdesampedro.
Es uno de los tres valles que, junto con el de Valdesantibáñez y Valdecarzana, conforman el concejo de Teverga. Limita al sur con la provincia de León, al oeste con los montes de Carroceda, que separan Teverga y Somiedo, y al este con Quirós.